# Pseudomysidia obnubilia
Pseudomysidia obnubilia är en insektsart som beskrevs av Broomfield 1985. Pseudomysidia obnubilia ingår i släktet Pseudomysidia och familjen Derbidae. Inga underarter finns listade i Catalogue of Life.